# IC 783A
IC 783A је спирална галаксија у сазвјежђу Береникина коса која се налази на листи објеката дубоког неба у Индекс каталогу.
Деклинација објекта је + 15° 44' 0" а ректасцензија 12h 22m 19,6s. Привидна величина (магнитуда) објекта IC 783 износи 14,5 а фотографска магнитуда 15,5. IC 783A је још познат и под ознакама MCG 3-32-13, VCC 545, PGC 40068.